# Utopía (película de 2003)
Utopía es una película española, dirigida por María Ripoll y estrenada en el 2003

## Argumento
Adrián (Leonardo Sbaraglia) tiene el don de ver las cosas antes de que sucedan. Su mentor, Samuel (Héctor Alterio), le ha entrenado para que saque provecho de sus poderes, pero un hecho traumático ocurrido hace seis años le hizo renunciar a su don. Desde entonces evita relacionarse con las personas para no "ver" nada de su futuro. 
Sin embargo, empieza a tener visiones muy fuertes de una mujer, Ángela (Najwa Nimri), una joven que trabaja como cooperante con los indígenas en América del Sur. Allí se desvinculó completamente de su familia que pertenece a la clase alta y desaparece sin dejar pistas. Alarmada por no tener noticias de su paradero, la familia de Ángela contrata a Hervé (Tchéky Kayro) un expolicía especializado en interrogatorios.

## Reparto
- Leonardo Sbaraglia como Adrián
- Najwa Nimri como Ángela
- Tchéky Karyo como Hervé
- José Garcia como Comandante
- Emma Vilarasau como Julie
- Fele Martínez como Jorge
- Héctor Alterio como Samuel
- Juan Carlos Vellido como Ramiro
- Rodrigo García como Cholo